# Erbi
L'erbi és un element químic el símbol del qual és Er i el seu nombre atòmic és 68. És un metall que pertany al 6è període de la taula periòdica, a la sèrie dels lantanoides i, juntament amb ells, al conjunt de les terres rares. A la natura, l'erbi sempre es troba combinat amb altres elements. Quan se l'aïlla artificialment, és un metall sòlid de color argentat. Com l'itri, l'iterbi i el terbi, fou descobert a partir del mineral gadolinita a la localitat sueca d'Ytterby, d'on prové el seu nom, pel químic Carl Gustaf Mosander l'any 1843. L'ús principal de l'erbi és a les telecomunicacions de fibra òptica com a component dels amplificadors de senyal en cables de dades i telèfons de llarga distància. Els seus compostos s'utilitzen en làsers, com a colorant rosa per a ulleres i en la indústria nuclear.

## Història

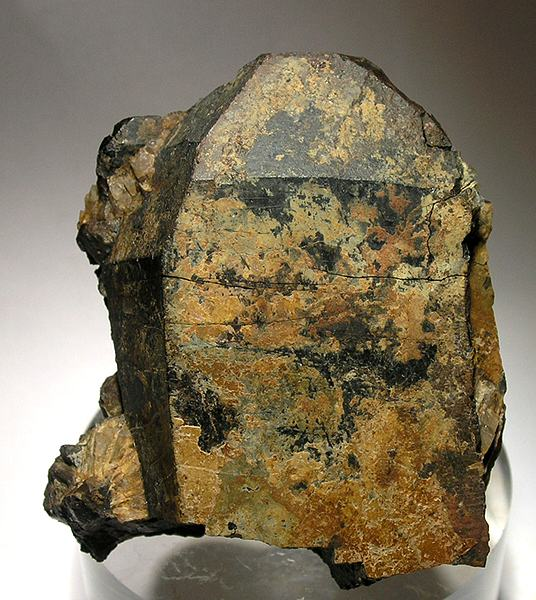
Gadolinita-(Y).

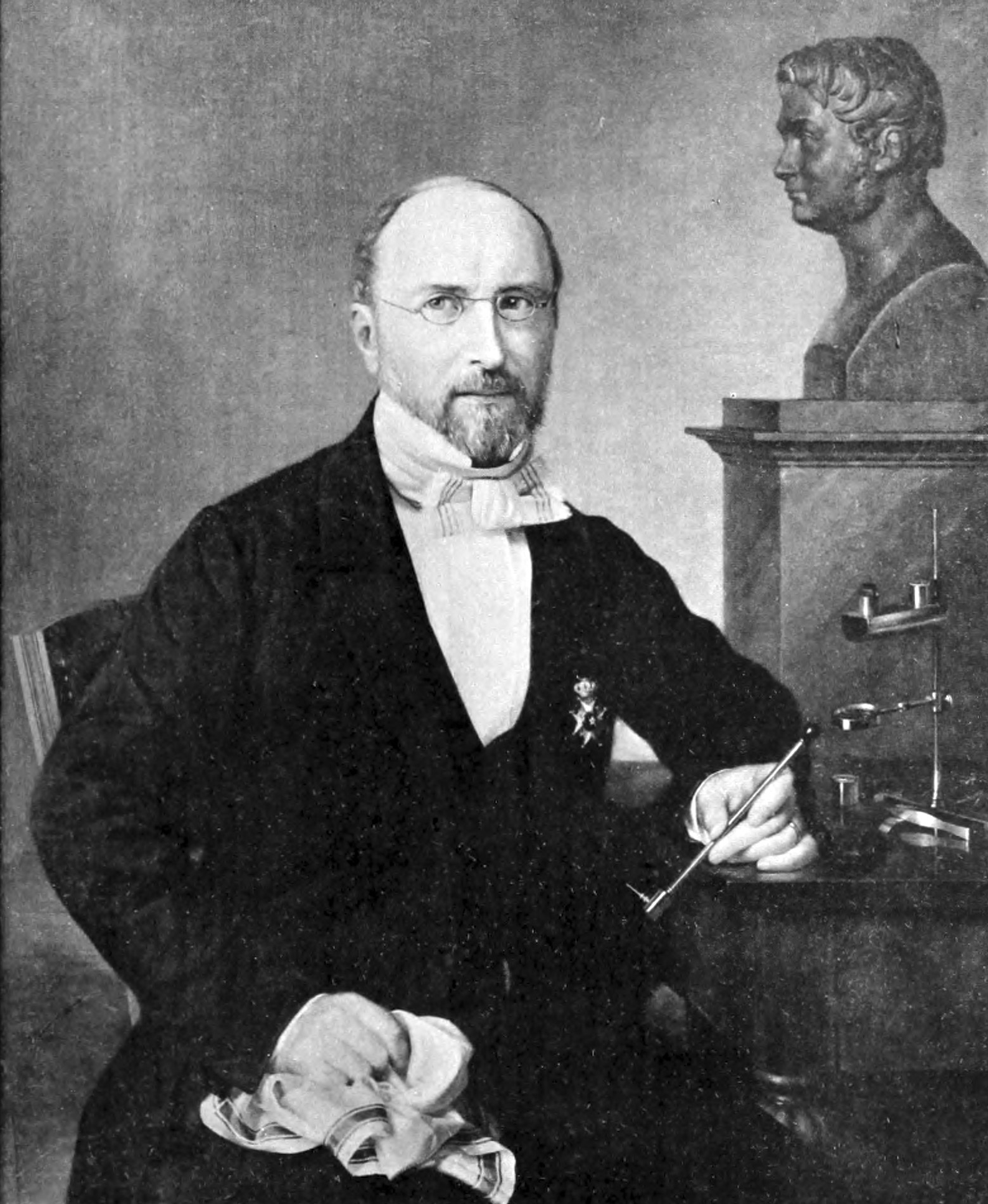
Carl Gustaf Mosander.

El mineral gadolinita de fórmula{\displaystyle {\ce {(Ce,\!La,\!Nd,\!Y)2FeBe2Si2O10}}}, descobert en una mina a prop de la ciutat d'Ytterby, Suècia, fou la font d’un gran nombre dels lantanoides. El 1843, el químic suec Carl Gustaf Mosander (1797-1858) separà de la gadolinita tres òxids, que anomenà yttria, erbia i terbia, i proposà l'existència dels elements erbi i terbi, noms derivats d'Ytterby.
Com es podria esperar, tenint en compte les similituds entre els seus noms i propietats, els científics aviat van confondre erbia i terbia i, cap al 1877, havien invertit els noms. L'òxid que Mosander anomenà erbia ara es diu terbia i viceversa. L’erbia d’aquest període es demostrà més tard que constava de cinc òxids, actualment coneguts com a erbia, escandia, holmia, tulia i ytterbia. El 1906, el químic francès Georges Urbain (1872-1938), i el 1907 l'estatunidenc Charles James (1880-1928), de forma independent, aconseguiren aïllar l'òxid d'erbi {\displaystyle {\ce {Er2O3}}} bastant pur.
Finalment, els químics alemanys Wilhelm Klemm (1896-1985) i Heinrich Bommer el 1937 pogueren aïllar per primera vegada l'erbi en estat elemental reduint el clorur anhidre amb vapor de potassi, segons la reacció:
{\displaystyle {\ce {ErCl3 + 3K -> Er + 3KCl}}}

## Estat natural

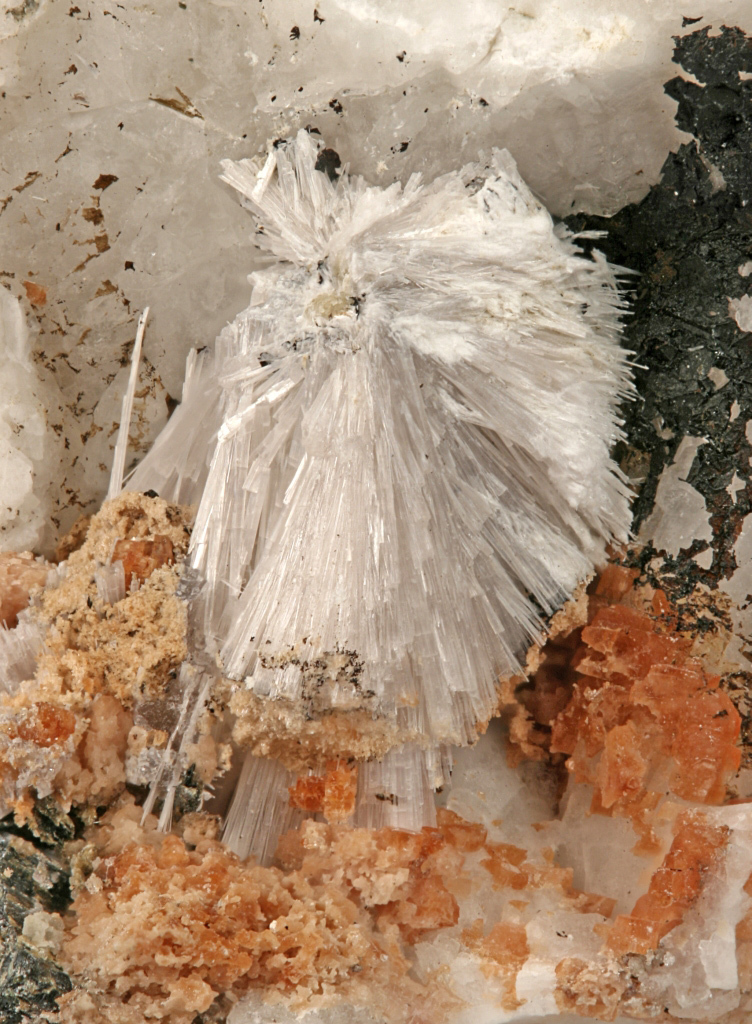
Adamsita-(Y) sobre rodocrosita

La concentració d'erbi a l'escorça terrestre és d'aproximadament 3,5 ppm (≈ 2,8 mg/kg), ocupant el lloc 45 per ordre d'abundància dels elements químics i la quarta dels lantanoides. Molts minerals contenen erbi, però en quantitats molt baixes. Els que superen el 2 % són: yftisita-(Y) 4,44 %, samarskita-(Yb) 3,11 %, prosxenkoïta-(Y) 2,56 %, adamsita-(Y) 2,43 %, gagarinita-(Ce) 2,34 %, maoniupingita-(Ce) 2,24 %, decrespignyita-(Y) 2,12 % i calcibeborosilita-(Y) 2,10 %.
L'erbi s'obté principalment, juntament amb altres lantanoides, mitjançant un procés de bescanvi d’ions a partir dels minerals xenotima {\displaystyle {\ce {YPO4}}} i de l'euxenita {\displaystyle {\ce {(Y,\! Ca,\! Er,\! La,\! Ce,\! U,\! Th) (Nb,\! Ta,\! Ti)2O6}}}, malgrat que en contenen percentatges molt baixos. La demanda ha anat creixent en els darrers anys, estimant-se una producció mundial de 1000 tones/any en l'actualitat, fonamentalment en forma d'òxid d'erbi.

## Propietats

### Propietats físiques
L'erbi és un metall de la sèrie dels lantanoides, té una densitat de 9,066 g/cm³, un punt de fusió de 1 529 °C i un punt d'ebullició de 2 868 °C. És dúctil i mal·leable. Té una lluïssor metàl·lica platejada. És prou tou per a poder ser tallat amb un ganivet. És relativament estable a temperatura ambient. La seva configuració electrònica és [Xe] (4f )12(6s)2.
Quant a les propietats magnètiques, l'erbi presenta un paramagnetisme molt fort per sobre dels aproximadament –188 °C. Entre els –188 °C i els –253 ° C el metall és antiferromagnètic, i per sota aquesta temperatura està disposat en una estructura ferromagnètica cònica.

### Propietats químiques

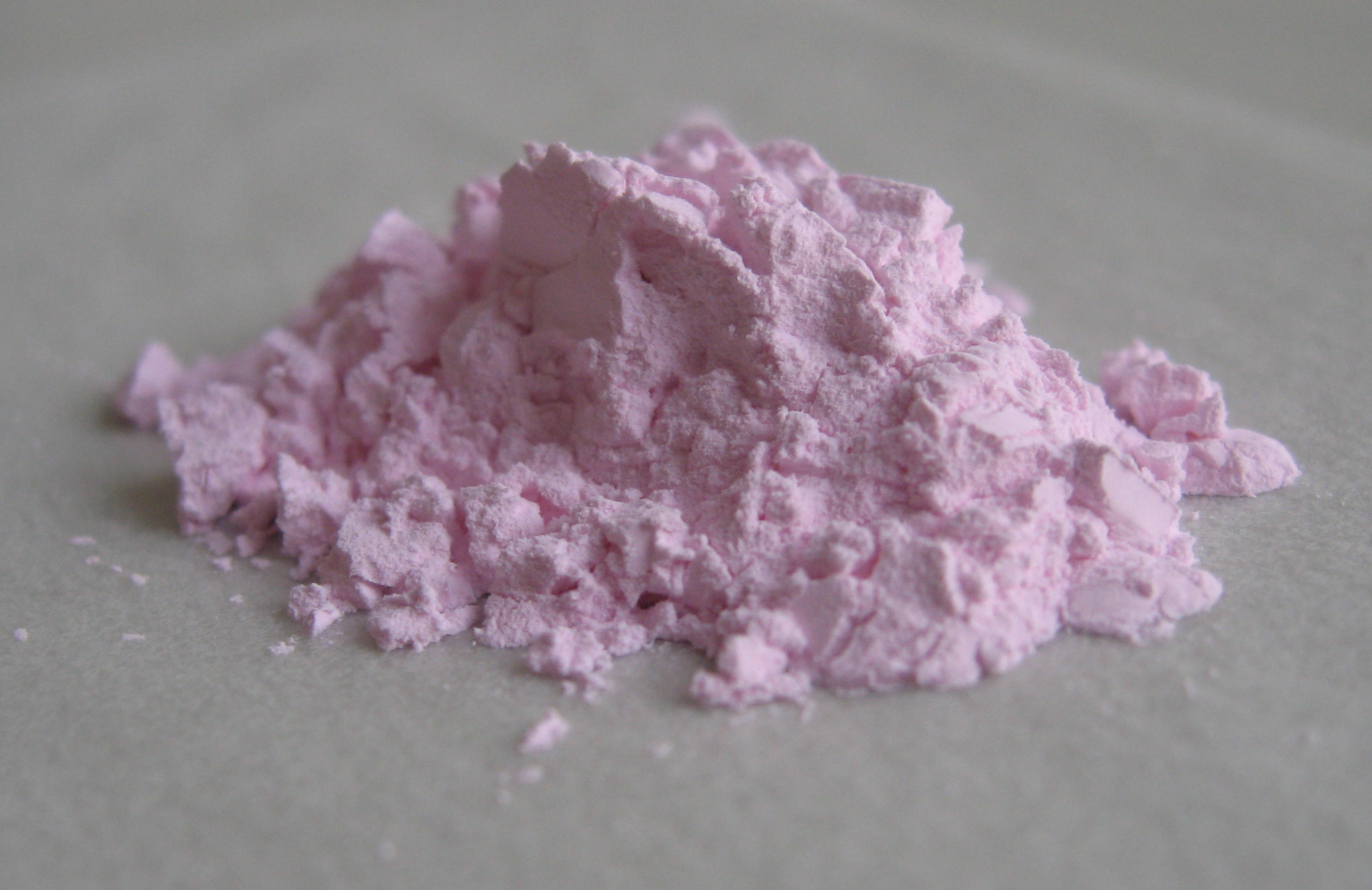
Òxid d'erbi Er2O3.

L'erbi s'oxida lentament exposat a l’aire i es crema fàcilment per formar òxid d'erbi, rosa, l'únic òxid conegut:
{\displaystyle {\ce {4 Er + 3 O2 -> 2 Er2O3}}}És força electropositiu i sempre actua com a trivalent. Reacciona lentament amb aigua freda i força ràpidament amb aigua calenta per formar hidròxid d'erbi:
{\displaystyle {\ce {2 Er(s) + 6 H2O(l) -> 2 Er(OH)3(aq) + 3 H2(g)}}}

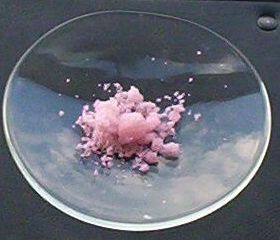
Clorur d'erbi—aigua(1/6) ErCl3*6H2O de color rosat.

Reacciona amb tots els halògens donant els corresponents halogenurs d'erbi(3+) que són acolorits:
{\displaystyle {\ce {2 Er (s) + 3 F2 (g) -> 2 ErF3 (s) [rosa]}}}{\displaystyle {\ce {2 Er (s) + 3 Cl2 (g) -> 2 ErCl3 (s) [violat]}}}{\displaystyle {\ce {2 Er (s) + 3 Br2 (g) -> 2 ErBr3 (s) [violat]}}}{\displaystyle {\ce {2 Er (s) + 3 I2 (g) - 2 ErI3 (s) [violat]}}}
Es dissol fàcilment en àcid sulfúric diluït per formar solucions que contenen els ions erbi(3+) grocs, que existeixen com a complexos {\displaystyle {\ce {[Er(OH2)9]^3+}}}.
Altres composts d'erbi(3+) són: el nitrat d'erbi—aigua(1/5) {\displaystyle {\ce {Er(NO3)3*5H2O}}}, l'acetat d'erbi—aigua(1/4) {\displaystyle {\ce {Er2(C2H3O2)3*4H2O}}}, l'hidrur d'erbi {\displaystyle {\ce {ErH3}}}, el sulfur d'erbi {\displaystyle {\ce {Er2S3}}}, el tel·lurur d'erbi {\displaystyle {\ce {Er2Te3}}}, el tetraborur d'erbi {\displaystyle {\ce {ErB4}}}, el nitrur d'erbi {\displaystyle {\ce {ErN}}} o el silicur d'erbi {\displaystyle {\ce {ErSi2}}}.

## Isòtops
L'erbi natural és una barreja de sis isòtops estables: erbi 166 (33,5 %), erbi 168 (26,98 %), erbi 167 (22,87 %), erbi 170 (14,91 %), erbi 164 (1,6 %) i erbi 162 (0,14 %). Sense comptar els isòmers nuclears, es coneixen un total de 30 isòtops radioactius d'erbi. El seu nombre màssic varia entre 142 i 177. Tots els isòtops radioactius de l'erbi són relativament inestables: les seves semivides varien entre 1 segon (erbi 145) i 9,4 dies (erbi 169).

## Aplicacions

### Indústria del vidre i la ceràmica
L'erbi s'usa com a colorant de color rosa en vidre i ceràmica. També és usat com a component dels vidres de certs filtres fotogràfics, i en la fabricació d'ulleres de seguretat per protegir els ulls dels raigs làser que operen en la zona de l'infraroig. L'òxid d'erbi es pot estendre sobre vidre o plàstic amb finalitats de visualització, com ara monitors, pantalles de mòbils i pantalles de portàtils, entre d'altres. El 2021 la indústria del vidre consumí el 20 % de la producció d'òxid d'erbi.

### Indústria electrònica

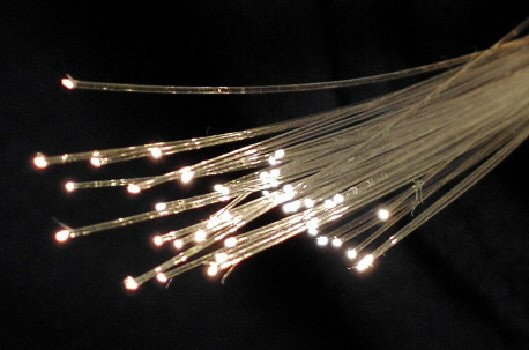
Feixos de fibra òptica

Els amplificadors òptics són dispositius de fibra òptica que amplifiquen un senyal òptic directament, sense la necessitat de convertir el senyal al domini elèctric, amplificar en elèctric i tornar a passar a òptic. Aquests amplificadors utilitzen fibra dopada, normalment amb erbi, i necessiten un bombament extern amb un làser d'ona contínua a una freqüència òptica lleugerament superior a la que amplifiquen. Típicament, les longituds d'ona de bombament són 630 nm o 1.480 nm i per obtenir els millors resultats quant a soroll, s'ha de realitzar en la mateixa direcció que el senyal.

### Indústria nuclear
L'erbi 167 té una gran capacitat d'absorció de neutrons (secció eficaç B = 654,8 barn), raó per la qual el seu òxid s'utilitza en la fabricació de les barres de combustible dels reactors nuclearsper a millorar el seu rendiment.

### Medicina
L'erbi és un component dels làsers Er-YAG (granat d'alumini i itri dopat amb erbi) que emet radiació infraroja amb una longitud d'ona de 2 940 nm; i dels làsers Er,Cr-YSGG (granat d'escandi, gal·li i itri dopat amb erbi i crom), que produeix una radiació de longitud d'ona de 2 780 nm, també de radiació infraroja. Es fan servir en medicina en aplicacions de dermatologia (eliminació de cicatrius, arrugues, tractament de malalties de la pell, etc.) i d'odontologia (cirurgia dental i eliminació de càries).
Per altra banda, s'empra el radionúclid erbi 169, en forma de citrat, pel tractament de les artritis durant els brots inflamatoris de les articulacions petites de la mà i el peu, quan fracassa el tractament intraarticular amb corticoides, o quan aquest està contraindicat. L'erbi 169 té un període de semidesintegració de 9,375 d i decau per emissió β–, d'energies baixes (el 55 % de 351 keV i el 45 % de 342 keV) sense emissió de radiació γ, segons la reacció:
{\displaystyle {\ce {_{68}^{169}Er->\ _{67}^{169}Tm\ +\ _{-1}^{0}e\ +\ _{0}^{0}{\bar {\mu }}}}}

### Aplicacions futures
Com potencials aplicacions futures caldria destacar l'ús de nanocristalls o nanopartícules dopades amb {\displaystyle {\ce {Er^3+}}} a bioimatge (mitjançant conversió ascendent de llum, up conversion) i en computació i internet quàntics.